# William Deane
William Patrick Deane, född den 4 januari 1931 i Melbourne, Victoria, Australien; är en australisk domare som var Australiens generalguvernör från den 16 januari 1996 till den 29 juni 2001.
I egenskap av generalguvernör öppnade Deane de olympiska sommarspelen 2000. Deane stod på den politiska skalan vänster om regeringen under större delen av sin tid som generalguvernör. Efter sin tid som generalguvernör var han öppet kritisk mot dåvarande premiärminister John Howard.